# Nahida serena
Nahida serena är en fjärilsart som beskrevs av Hans Ferdinand Emil Julius Stichel 1910. Nahida serena ingår i släktet Nahida och familjen Riodinidae. Inga underarter finns listade i Catalogue of Life.